# Nové Čívice
Nové Čívice jsou zaniklou osadou na území města Pardubice.

## Historie
Osada Nové Čívice se nacházela na dnešním katastrálním území Starých Čívic. Ty původně nesly pouze jednoduchý název Čívice a rozkládaly se v okolí dnešní ulice Na Návsi. Jižně od vesnice stával panský dvůr. Ten byl v roce 1849 zrušen a rozparcelován čímž vznikla nová ves nazvaná Nové Čívice. Pro původní vesnici se v reakci na to vžil název Staré Čívice. Pozdější rozrůstání zástavby zapříčinilo pohlcení Nových Čívic Starými. Jméno osady se do dnešních dob nedochovalo ani jako pomístní název. Prostor původní osady dnes tvoří výběžek Starých Čívic v jižním zakončení ulice V Chaloupkách.